# 葛野西通
葛野西通（かどのにしどおり）は京都市右京区西京極を南北の通る都市計画道路である。

## 概要
北は四条通との交差点から始まり、五条通以南は西京極総合運動公園の外周に沿いながら東に向きを変え七条通に接続する。川勝寺バス停から葛野七条交差点までの区間は七条通と重複しており京都府道113号線の一部である。

### 交差する道路等
- 四条通（交差点名：葛野西通四条、バス停名：南広町）
- 高辻通（交差点名：高辻葛野西）
- 松原通（バス停名：西京極午塚町）
- 万寿寺通、京都府道113号梅津東山七条線
- 五条通（交差点名：葛野西通五条、バス停名：西京極）
- 阪急京都線（アンダーパス）
- 天神川（葛野西橋）
- 天神川通、京都市道184号宇多野吉祥院線
- 七条通、京都府道113号梅津東山七条線、ほほえみ通り（バス停名：川勝寺）
- 七条通、京都府道113号梅津東山七条線、葛野大路通（交差点名：葛野七条）

## 歴史
- 1957年（昭和32年）- 都市計画決定[2]。
- 1961年（昭和36年）- 高辻通～阪急京都線区間 街路造成[3]。市道路線認定[4]。
- 1962年（昭和37年）- 四条通～高辻通区間 街路築造[5]。
- 1985年（昭和60年）- 阪急京都線～葛野中通（天神川通）区間 幹線街路整備[6]。
- 2008年（平成20年）- 葛野中通～葛野大路通区間 開通により七条通に接続予定[7]。